# オーヴェル＝シュル＝オワーズ
オーヴェル＝シュル＝オワーズ（Auvers-sur-Oise）は、フランスのイル・ド・フランス地域圏ヴァル＝ドワーズ県の村（コミューン）。ラ・ヴァレ・デュ・ソスロン小郡の小郡庁所在地。
首都パリに近い地理的条件から、シャルル＝フランソワ・ドービニー、ポール・セザンヌ、カミーユ・コロー、カミーユ・ピサロ、フィンセント・ファン・ゴッホなどの画家が滞在した。特にファン・ゴッホは、この地で人生最後の時間を過ごし、70点もの作品を描いたことで知られる。なお、フランス語の発音に近い表記は、「オヴェ（ー）ル・スュルワーズ（スュロワーズ）」である（発音例）。

## 歴史
- 1846年 - 鉄道が開通。
- 1860年 - ドービニーが、ル・ボタン号（アトリエ兼船舶）を村の周縁に当たるオワーズ川の土手に停泊させた。ほどなく、彼の友人に当たる画家たちが彼に会いにやってきた。
- 1890年5月20日 - ファン・ゴッホが到着。その後自殺を図り死亡する7月29日までの約2ヶ月間滞在した。

## 観光
- ラヴー旅館 - ファン・ゴッホが滞在し没した宿屋。現在はレストランになっており、彼が過ごした部屋が公開されている。
- ポール・ガシェ医師宅
- ファン・ゴッホ公園　- オシップ・ザッキンによるファン・ゴッホ像がある。
- アブサン博物館

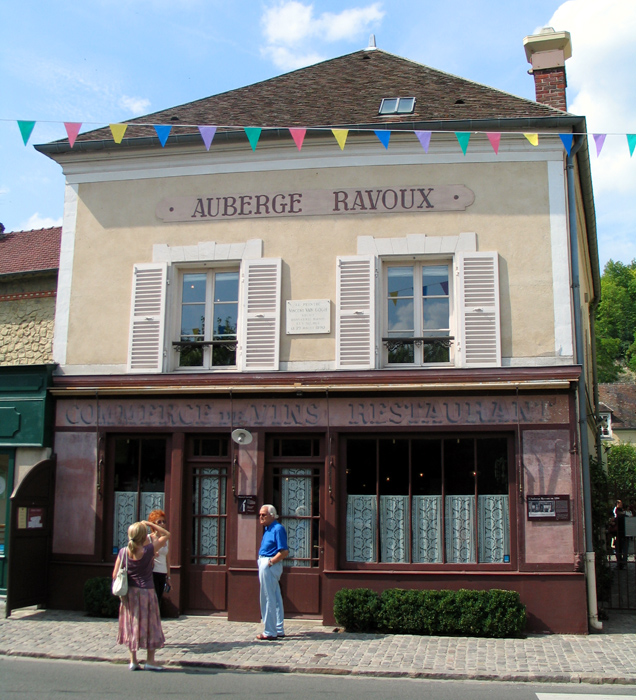
ラヴー旅館
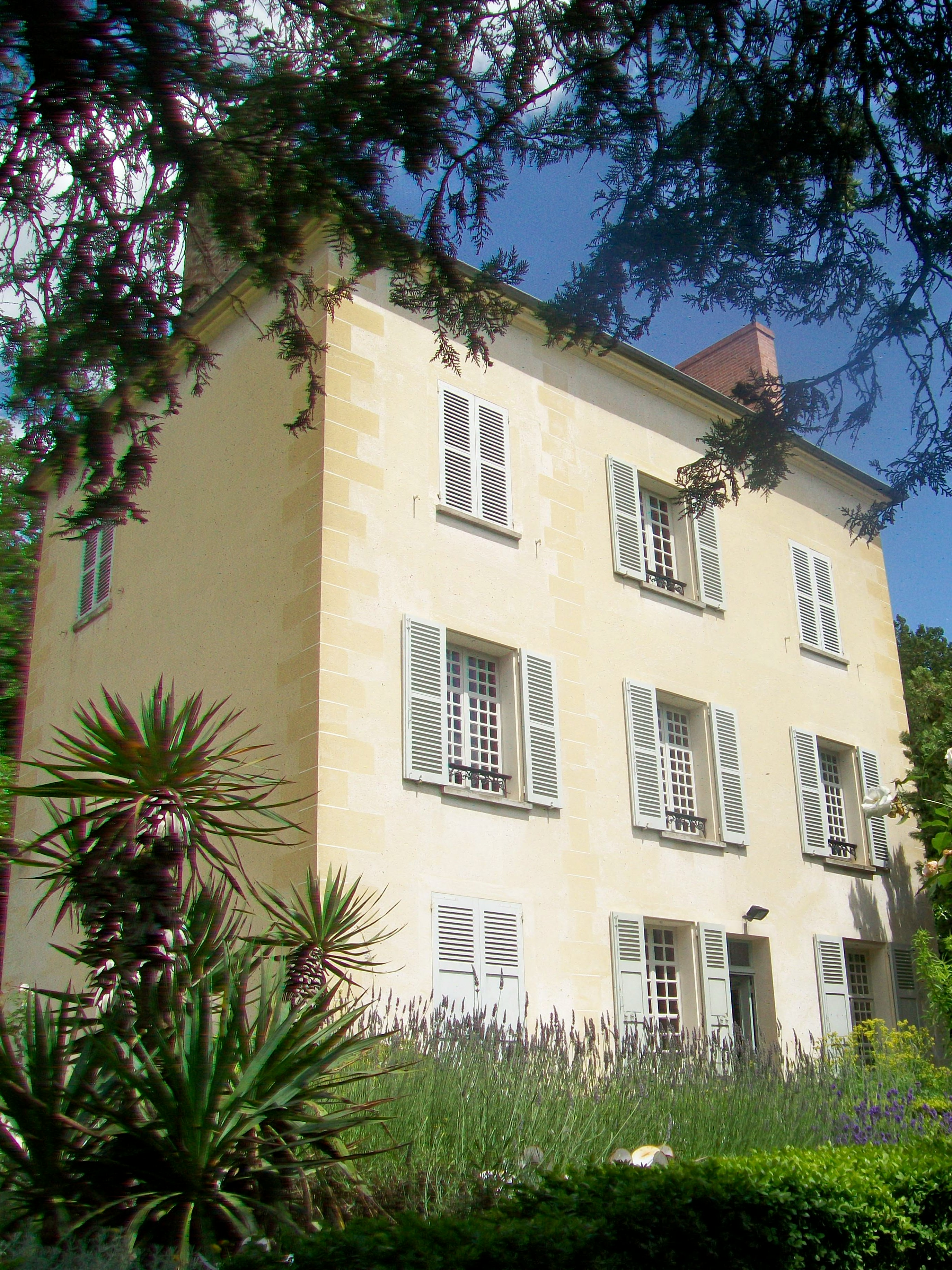
ガシェ博士宅
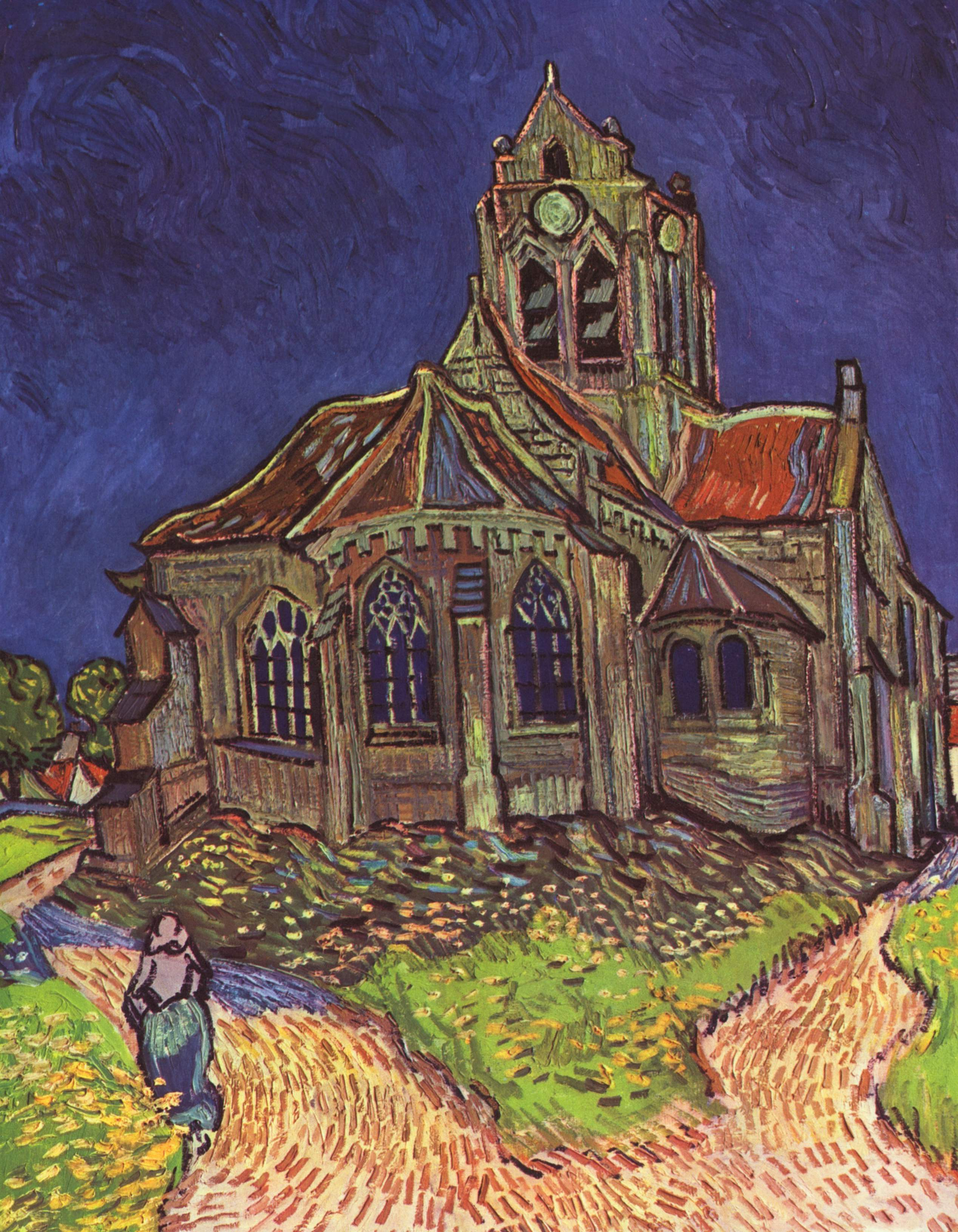
ゴッホによるオーヴェルの教会
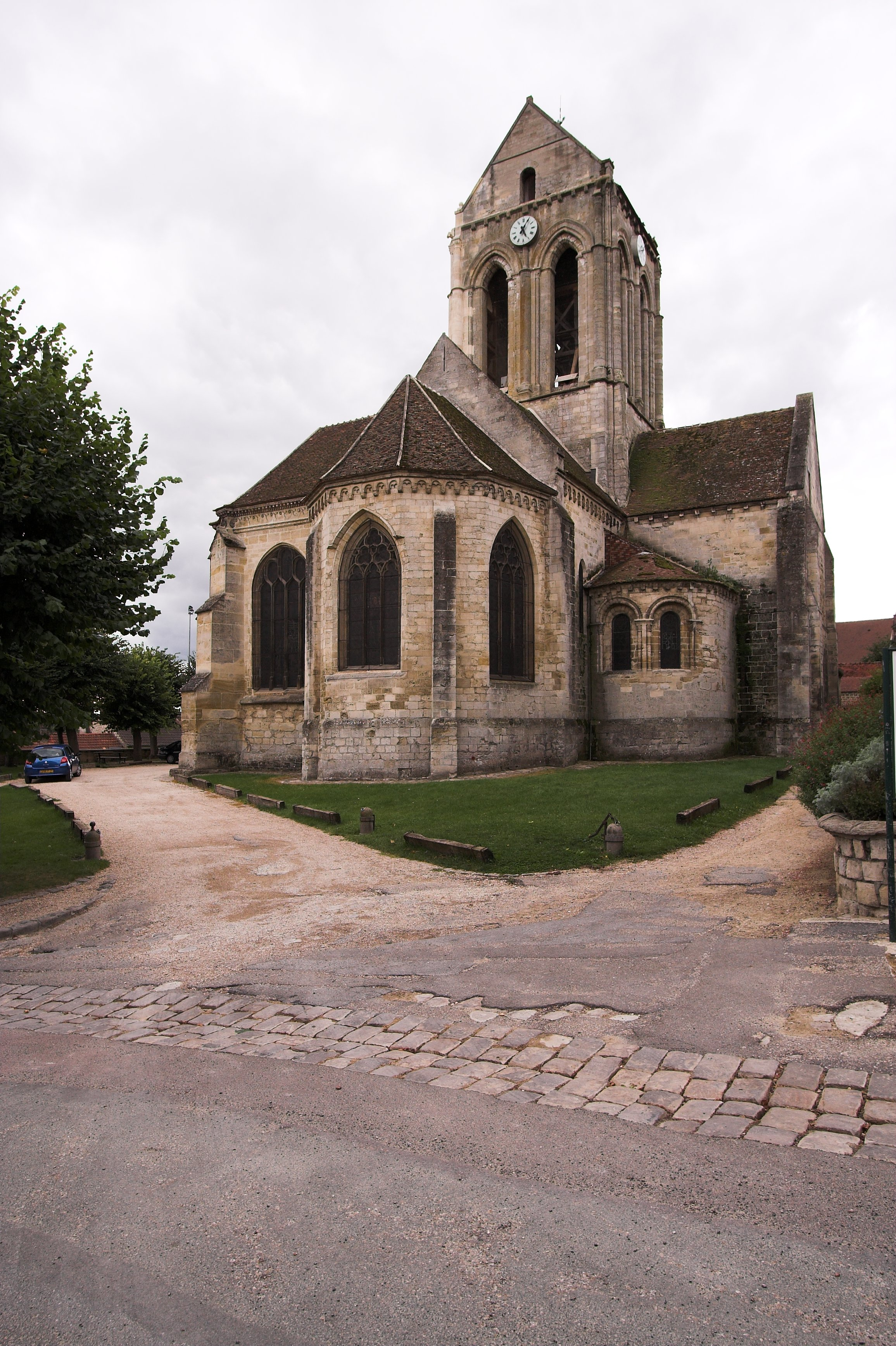
オーヴェルの教会
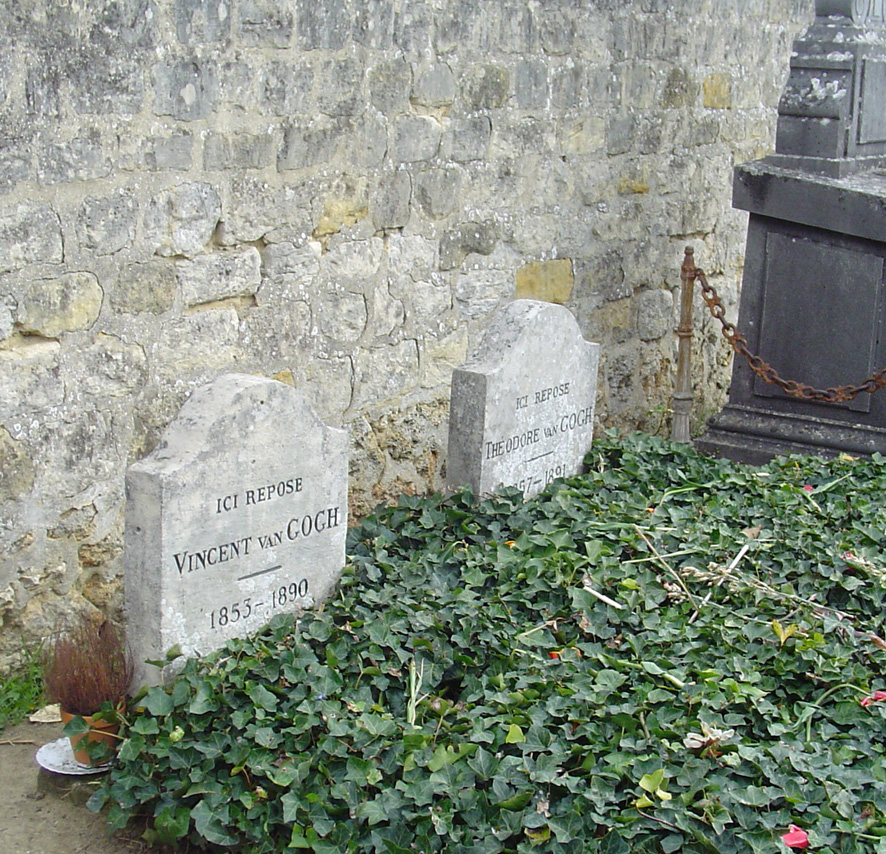
ファン・ゴッホ兄弟の墓